# Love Dance
Love Dance ist eine norwegische Indie-Pop-Band aus Bergen.

## Geschichte
2003 gründeten Eirik Vestrheim und Kristopher Straus eine Band und nannten sie Try Happiness, nachdem sie zwei Jahre lang darüber geredet hatten. Bald trat Oliver Goetzl vom deutschen Label Marsh-Marigold Records an die beiden heran, der mit ihnen eine 7"-Single und ein Album herausbringen wollte. You should know where I'm standing wurde der erste eingespielte Song des Duos. Schließlich wurde Kjetil K. Ullebø in die Band aufgenommen, die sich nun Love Dance nannte. Später kam noch Bjarte Hundvin zur Band. 2005 brachte die Gruppe ihr selbst betiteltes Debüt heraus, das in der Indieszene für Aufmerksamkeit sorgte. 2007 folgte das Album Result, das gute Kritiken erhielt. Die Band spielte auch 2008 auf dem Festival von Marsh-Marigold anlässlich des 20-jährigen Bestehens des Labels.

## Stil
Die Songs werden von Eirik Vestrheim und Kristopher Straus gemeinsam geschrieben und thematisieren Erlebnisse aus ihrem Alltagsleben. Die Texte sind geprägt sowohl von sozialem Realismus als auch Eskapismus. Die Musik von Love Dance kann man als perlend und fließend beschreiben, was vor allem auf die jangelnden Gitarren zurückzuführen ist. Die Lockerheit im Sound orientiert sich an Bands der C86-Bewegung und Bands von Sarah Records wie The Go-Betweens und Felt. Ebenso finden sich Anklänge von Belle & Sebastian und Kings of Convenience, einer norwegischen Band, die auch aus Bergen stammte. Die Songs haben melodische und polyphone Qualität mit einer erhebenden Melancholie.

## Diskografie

### Alben
- 2007: Result (Marsh-Marigold Records)

### Singles und EPs
- 2005: Love Dance/You Should Know Where I'm Standing (Marsh-Marigold Records)
- 2012: Best Of
- 2013: Elevate (Beko)

### Kompilationsbeiträge
- 2008: His London – Country Music ~ Songs For Keith Girdler (Siesta)
- 2012: Skisse #3 – Beko_100 (Beko)